# Pohřebiště černohorských panovníků

Znak Černohorského království

Černohorské království existovalo v letech 1910 až 1918.
| Jméno                      | Doba života | Místo pohřbení                                           |
| -------------------------- | ----------- | -------------------------------------------------------- |
| král Nikola I.             | 1841–1921   | Kostel Narození Panny Marie v královské hrobce v Cetinje |
| Milena Tedozie Černohorská | 1847–1923   | Kostel Narození Panny Marie v královské hrobce v Cetinje |